# Football Manager
Football Manager (познат и World Football Manager у Северној Америци) је серија симулационих игара за фудбалски менаџмент који је развио Спорт Интерактив (енг. Sports Interactive) и објавила је Сега(енг. Sega). Игра је започела свој живот 1992. године као Championship Manager). Међутим, након разбијања њиховог партнерства са оригиналним издавачима Еидос Интерактив (енг. Eidos Interactive), Спорт Интерактив је изгубио права именовања и поново брендирао игру Football Manager са својим новим издавачима Сега. Најновија верзија објављена је 10. новембра 2019. године.
| Football Manager | Football Manager            |
| ---------------- | --------------------------- |
|                  |                             |
| Жанр             | Спорт                       |
| Девелопер(и)     | Спорт Интерактив            |
| Издавач          | Сега                        |
| Платформе        | Windows,Mac OS,Линукс       |
| Година издавања  | 2004                        |
| Прво издање      | Football Manager 2005-2004  |
| Последње издање  | Football Manager 2020- 2019 |

## Главна серија

### Football Manager 2005
Дана 12. фебруара 2004. године, након издвајања од издавача Еидос Интерактив, најављено је да је Спорт Интерактив, развијач (енг. Developer) Менаџера Шампионата, задржао права на изворни код, али не и права на титулу менаџера шампионата, која је држао Еидос (који је претходно стекао права бренда из компаније Домарк (енг. Domark) након спајања 1995. године). Ови догађаји довели су до даљег објављивања да ће будуће Спорт Интерактив игре за фудбалски менаџмент бити пуштене под именом познатог бренда фубал менаџер(енг. Football Manger). Док би серија менаџер шампионата наставила, Еидос више није имао никакав изворни код, или је заиста био развијач за менаџера шампионата.
Пошто је остао без издавача за серију фудбалског мнаџера, Спорт Интерактив се удружио са Сегом, а касније, у априлу 2006, издаваштво је у потпуности стекао Спорт Интерактив у континуираном тренду консолидације у индустрији игара.
Прва игра која је објављена у новооткривеном бренду Фудбал менаџер-а била је Football Manager 2005. Обично позната као "ФМ 2005", такмичила се директно са менаџером шампионата 5 из Еидос-а.
Football Manager 2005 је укључио ажурирани кориснички интерфејс, префињени покретач игрице, ажуриране базе података и правила о конкуренцији, информације пре и након утакмице, вести о међународним играчима, вести о сумама купова, 2Д утакмицу, извештај тренера о играчима, позиције, закључивање међусобног уговора, побољшане опције за играче, менаџерске тактичарске игре и разне друге карактеристике.
Football Manager 2005 је објављен у Великој Британији 6. новембра 2004. године - пажљиво прати издања у многим другим земљама широм света - и постао је 5. најбржа продаја ПЦ игара свих времена (према Еурогамер-у (енг. Eurogamer)). Макинтош (енг. Macintosh) верзија игре долази на истом двоструком формату као и Windows (енг. Windows) верзија, тако да је његова продаја такође укључена.

### Football Manager 2006
Football Manager 2006 за Windows и Mac OS је објављен у Великој Британији 21. октобра 2005. (2 седмице раније од првобитног издања 4. новембра). Истог дана када је објављена игра, Спорт Интерактив је такође издао закрпу (енг. Patch) да поправи неке грешке откривене током Бета и Голд фазе развоја. У првој недељи објављивања, постала је друга најбрже продата ПЦ игра(енг. PC game) свих времена у Великој Британији.
У суштини, само ажурирање сезоне ФМ 2005, укључује и многе мале прилагодбе и побољшања у општој игри. Ова побољшања укључују ексклузивне разговоре о тиму, поједностављене тренинге и екране помоћи у игри. Осим тога, игру ажурирају бројни истраживачи (неплаћени љубитељи игре сарађују у интеракцији). База података обично се ажурира двапут у периоду издавања игре. Први долази са игром, а други се обично може преузети у фебруару као бесплатно ажурирање података које одражава промене које се одвијају током отварања Фифиног (франц. Fédération Internationale de Football Association) зимског трансфер рока. Као што је уобичајено у серији, 12. септембра 2005. објављена је бета тј. демо верзија игре. Онда је касније, 30. септембра приказана демо златна верзија (енг. Demo Gold). Ово је скраћена, ограничена временска верзија пуне игре која се шаље произвођачима игре.
Са специјалним преузимањем из Спорт Интерактив-а, можете играти као фикционални фудбалски тим, Харчестер Јунајтед(енг. Harchester United)из Скај Оне(енг. Sky One) лиге.

#### Football Manager 2006 - Xbox 360
Xbox 360 (енг. Xbox 360) верзија је објављена 13. априла 2006. године и прва је конзола игра у серији Football Manager. Укључено је 50 лигашких система, као и база података играча од 250.000 играча (веома близу базе података у верзији рачунара), али због великих датотека чувања игре, Xbox-у је неопходан хард диск . Игра је такође слободна у региону.
Ова верзија такође користи функционалност Xbox Live-а, омогућавајући играчима да праве онлајн лиге и купове до 16 тимова под контролом човека користећи податке о тиму које су извезли из свог режима игре ван мреже. Ћаскање је у потпуности подржано током игре на мрежи. Такође је потврђено да ће СИ објавити нови садржај путем система Маркетплејс (енг. Marketplace).

### Football Manager 2007
8. јуна 2006. Спорт Интерактив је објавио детаље о Фудбалском менаџеру 2007. "Попуњен са више од 100 нових функција, Football Manager 2007 је представљен за Рачунар, Мек и Интел Мек, као и Xbox 360, као видео игрица и систем за забаву из Мајкрософта. Handheld Football Manager (на Сонијевом PlayStation Portable(енг. Sony’s PlayStation Portable) ручном систему за забаву (ПСП) са форматом прве поставе, са свим платформама, биће постављен на Божић 2006. "
Дана 24. септембра 2006. објављено је да ће Football Manager 2007 бити објављен 20. октобра 2006. године.
Дана 1. октобра 2006, Спорт Интерактив је објавио да је Голд Демо ФМ 2007, доступан у две верзије, ванила и јагода. Обе верзије омогућавају корисницима да играју 6 месеци у сезони. Верзија јагода садржи већу колекцију брзих копија тако да корисници могу испробати више лига. Такође садржи више графике од верзије ванила.
Као резултат неких малопродајних места игноришући датум званичног објављивања, Football Manager 2007 је заправо објављен 18. октобра 2006. године.
Нове функције у верзији ФМ из 2007 укључују могућност додавања слика за вас као менаџера; значајно повећана медијска интеракција као што су приступи националних новинара о предстојећем мечу или тражење коментара о учинку играча у недавним мечевима; нови различити степен критике или хвале за играче (задовољан обликом или веома задовољан формом, а не само једним генеричким добрим термином), слична карактеристика је укључена у такве акције као што је диви се играчима или покушавај да се не реше циљеви трансфера. Такође су направљена побољшања за захтеве управи.
Главно побољшање које је Спорт Интерактив навео за ову верзију ФМ-а је побољшани систем извиђања играча (енг. Scouting). Искуство извиђача и тренера сада се графички приказује графиконима, а извиђачи добијају знање из области које су раније пописали. Да бисте радили са овим, сада је могуће добити статус матичног клуба који вам омогућава да пошаљете своје играче у ниже лигашке тимове како бисте стекли искуство, олакшали добијање радних дозвола, продају играча у другим подручјима итд. Или, као у нижој лиги, да добију резервне и омладинске тимске играче на бесплатним, сезонским дуговима и да генеришу додатни приход кроз придружене 'таксе' и пријатељске утакмице. Заузврат, родитељски клуб добија извиђачка знања за област у којој је матични клуб уколико је у другој земљи од тог клуба.
Закрпа (енг. Patch) је пуштена са циљрм исправки неких од главних грешака у игри, као што су нереални извјештаји скаута и велике повреде које су се десиле док су играли на терену. Најновија верзија овог печ-а је 7.0.2 94768.
Дана 27. јула, веб локација Фудбалског менаџера је ажурирана новим сајтом Фудбал менаџер(енг. Football Manager)2008. године.

### Football Manager 2008
Дана 3. октобра 2007. године Сега и Спорт Интератив објавили су да је Football Manager 2008 објављен 19. октобра. Међутим, датум пуштања је померен за дан 18. октобра 2007. године, због тога што неки трговци шаљу игру раније. Постојало је неколико нових карактеристика: све карактеристике у утакмицама се неприметно прате из претходног меча; мали радар се појављује током тактичких промена; побољшано Међународно управљање; нови изглед; саветодавни систем; побољшан систем белешки; селекција капитена; побољшан систем поузданости одбора и публике; преносни центар за праћење трансфера; побољшани систем игре; играч може променити димензије терена; награде за најбољег играча; најбољих једанаест играча свих времена у игри; ревидирани финансијски систем; колективни победнички бонуси; систем генерисања лица (енг. FaceGen System) за нове играче; нови календар.

### Football Manager 2009
3. септембра 2008, Спорт Интерактив је објавио промотивни видео приказивајући Фудбалски меаџер 2009 који ће бити објављен 14. новембра. Главна разлика из прошлих верзија била је укључивање 3Д покретача по први пут у историји игре. Друге нове функције укључивале су могућност да се запосле жене и особље, нови систем конференције за новинаре, детаљније повратне информације од вашег помоћног менаџера и реалистичнији систем преноса. Најновија верзија фудбалскиг менаџер-а је такође објављена у DVD (енг. DVD) формату по први пут.
Коришћење ДРМ-а путем онлајн активације које користи Спорт Интерактив довело је до проблема код потрошача који се активирају или на мрежи или на телефону. Ово је резултат добро оркестрираног ДДоС напада покренутог на активационим серверима и телефонским линијама, што доводи до тога да многи корисници на Windows платформи нису у могућности активирати игрицу и играти.
Дана 17. децембра 2008. године, Спорт Интерацтив је објавио уговор са ФК Арсенал-ом (енг. Arsenal FC)г. да изда ексклузивну верзију Фудбалског менаџера 2009, која садржи све званичне слике играча Арсенала и ексклузивни дизајн у бојама Арсенала.
Убрзо након овог објављивања, Спорт Интерактив је ојачао своју понуду за онлајн трговце на мало понудивши Фудбалског менаџер-а 2009 путем еСелерт-а (енг. eSellerate) за Mac OS X платформу 23. децембра. Ово је прва верзија игре која ће бити доступна глобалним корисницима путем онлајн дистрибуције.

### Football Manager 2010
12. августа 2009, Спорт Интерактив и Сега Јуроп Лтд. је објавио да ће Football Manager 2010 за ПЦ и Епл Макинтош(енг. Apple Macintosh) и Ручни Football Manager 2010 за PlayStation Portable бити објављен 30. октобра 2009. Укључи такмичења: Карипско првенство, квалификације за азијски куп и азијски куп.
Football Manager је био изузетно успешан и успео је да постигне прво место на гејминг нивоу у игрицама спортског типа. Било је много побољшања у ФМ10, укључујући следеће: -
- Потпуно преправљен кориснички интерфејс што олакшава и брже проналази информације које желите.
- Алат за анализу меча показујући акције сваког играча на терену, што вам омогућава да одредите снаге и слабости било које екипе.
- Правите промене са аут линије тако што ћете одмах "упозорити" играче и дати инструкције са аут линије.
- Укључена су два нова национална тима, Занзибар и Тувалу.

### Football Manager 2011
ФМ2011 је објављен 5. новембра 2010. Дана 23. јула 2010. број функција, као и дизајн игрице били су лошији пре него што ће се објавити званично саопштење.
- Побољшане могућности тренинга
- Комплекснији модул за претраживање нових играча
- Побољшана графика и 3Д приказ игре
- Увођење фудбалских агената
- Играње игара у вечерњим часовима ( Ноћни ефекат)
- Диференцирани временски услови

### Football Manager 2012
Football Manager 2012 је објављен 21. октобра 2011. године.
- Трансфери и Уговори - значајне промене у систему трансфера и уговора
- Побољшано извиђње - направљен је нови детаљан извештај у игри
- 3Д Побољшања меча - нове анимације, нови систем навијања, више стадиона
- Управљајте било којим местом, у сваком тренутку - могућност додавања или одузимања нижих лига
- Тон - нови систем који вам омогућава да наведете начин на који желите да кажете ствари
- Интелигентни интерфејс - нови адаптивни систем постављања, нови филтери и још много тога
- Нови национални тим - Кирибати

### Football Manager 2013
На конференцији за новинаре почетком септембра, произвођачи серије Football Manager открили су неколико нових функција у фудбалском менаџеру 2013. То укључује додавање директора фудбала, могуће је дати одређене улоге другом особљу које руководиоци требају урадити сами у претходним играма, порези, нови начин склапања позајмица и додатак класичног режима где играчи могу проћи кроз једну сезону за осам сати, без потребе за прилагођавањем тренинга или бављењем тимских разговора. 28. септембра 2012. одређен је датум објављивања игре а то је био 2. новембр 2012. године. Ако је игра унапред наручена, бета верзија игре ће бити доступна две недеље пре 2. новембра, при чему постојати могућност да се дви сачувани подаци пренесу на пуну верзију игрице.
Нови национални тим је био укључен, репрезентација Јужног Судана.

### Football Manager 2014
Football Manager 2014 је следећи додатак серији Football Manager. У августу 2013. званична веб локација Спорт Интерактив-а представила је главне измене и надоградње које ће бити додате у новом издању, а најприхватљивија је одлука да коначно отпусти истовремену верзију за оперативни систем Линукс (енг. Linux). Међу другим променама које су објављене биле су проширене опције при трансферу и преговорима о уговору, као и разговорима са играчем, могућност играња са више од само три нације у класичном режиму, тактичким ремонтом и побољшањима 3Д покретача. Директор студија и дугогодишњи директор Фудбалског менаџера Мајлс Јакобсон (енг. Miles Jacobson) такође је најавио да ће у недељу дана средином августа објавити по једну нову функцију сваког дана путем свог Твитер-а (енг. Twitter), што је прва могућност да се организују опроштајне утакмице. Дана 13. септембра 2013. најављен је датум објављивања за 31. октобра 2013. године. Ако је игра унапред наручена, бета верзија игре ће бити доступна две недеље пре 31. октобра, при чему постојати могућност да се дви сачувани подаци пренесу на пуну верзију игрице.

### Football Manager 2018
Издање из 2018. године представило је систем тима "Динамик" (енг. Dynamics), који омогућава менаџерима да виде хијерархију тима и дубљи тимски појединачни рејтинг. Тим скаута такође је имао ремонт, јер је био више живописан, уз скаутско познавање играча од 0 до 100%.

## Остале игре

### Football Manager за мобилне телефоне
Football Manager за мобилне телефоне, познат као ручни Football Manager (енг. Football Manager Handheld) "ФМХ" пре ове верзије, први пут је објављен 13. априла 2006 на ПСП-у. Ово је била прва верзија Спорт Интерктив-а за ручну конзолу.
Дизајниран је да буде засебна игра и нешто другачији од ПиСи / Мек верзије игре због различите природе ручних конзола. Игра је дизајнирана да буде слична у смислу и играма са ранијим Спорт Интерактив производима - много је бржи у природи, а задржава осећај реалности симулације.
У априлу 2010, игра је постала доступна на иОС (енг. iOS) производима. ИОС верзија игре је веома различита по природи на ПСП-у и садржи потпуно нови кориснички интерфејс због природе екрана на екрану тих уређаја.
У априлу 2012. игра је такође доступна на Андроид(енг. Android) уређајима. Андроид верзија игре је врло слична по природи иОС верзији.
У 2015. години уведен је нови 2Д покретач за иОС и Андроид уређаје, као и могућност куповине "уредника у игри"
Издање игре 2016. године променило је име у "Football Manager за мобилне телефоне".

### Football Manager уживо
Дана 20. априла 2007. године, Сега јуроп Лтд и Спорт Интерактивесу објавили детаље за Football Manager уживо(енг. Football Manager Live) који би представљало потпуно нову вишекорисничку игру на мрежи. Објављен 4. новембра 2008, Football Manager уживо је поставио нове темеље у серији Football Manager игара, али је дизајниран конкретно као масовна вишекорисничку игру на мрежи.
Дана 12. децембра 2008. године, одржан је први "дан заједнице" који су организовали Спорт Интерактив и Сега. О будућности серије и многим другим стварима разговарано је са бројним навијачима који су одлучили да се појаве на овом догађају.
Дана 14. априла 2011. објављено је да ће Football Manager уживо бити прекинут након што ће сви Гејмворлд (енг. Gameworlds) (сервери) завршити своју следећу сезону (28 дана), која ће бити окончана крајем маја 2011. године.

### Football Manager на мрежи
Дана 12. марта 2015. године, Сега и Спорт Интерактив објавили су податке за Фудбалскиг менаџер на мрежи (енг. Football Manager Online) који би био потпуно нова масовна вишекорисничка игра на мрежи.

## Утицај
Football Manager је признат од стварних фудбалских клубова као извор за извиђаче. Године 2008, ФК Евертон (енг. Everton FC) је потписао уговор са Спорт Интерактив-ом који им омогућава да користе базу игре за извиђаче и противнике.
Видео документарац под називом Football Manager: Више него игра (енг. Football Manager: More Than Just A Game) режирао је дипломирани новинар и магистар Стивен Милнес (енг. Stephen Milnes) и објављен у октобру 2010. године. Још један документарни филм под називом Алтернативна стварност: документарни филм за фудбалске менаџере(енг. An Alternative Reality: The Football Manager Documentary) објављен је у биоскопима у Великој Британији у октобру 2014, након чега је пуштен у јавност на Стиму (енг. Steam) у марту 2015.
Football Manager је прославио свој двадесети рођендан у лето 2012. године, а за прославу овог јубилеја Бек Пејџ Прес (енг. Back Page Press) објавио је књигу која укључује интервјуе са ствараоцима и играчима који су постали легенде у игри. Други део књиге укључиће приче о томе како је игра преузела живот.
У новембру 2012, студент из Азербејџана Вугар Хусеинзаде(аз.Vüqar Hüseynzadə) је унапређен у менаџера резервног тима ФК Баку(аз. FK Bakı) на основу свог успеха у фудбалском менаџеру.

## Football Manager у академском раду
Менаџер шампионата је био предмет социолошке студије у којој се закључује да не само да је фудбалска култура неопходна за потпуно схватањр играчског искуства, већ и играчи изграђују свој спортски идентитет игром. Други медији као што су филмови описују се само као пружајући рестриктивне наративе спортским навијачима, док за разлику од тога, спортске видео игре уопште и Football Manager посебно пружају више текућих прича и богатство информација које помажу у изградњи идентитета фудбалског навијача, изван спорта.
Фудбалска мрежа за играње на интернету за играње фудбалских менаџера је проучавана као радна снага за ко-конструкцију базе података о фудбалерима на којима се игра игра која се ослања на симулирање фудбалских утакмица и каријере. Међусобни утицај игре и стварног фудбала описан је као двоструки. Прво, играчи базе података који симулирају потенцијал и активност тржишта преноса стварног живота међусобно се обликују. Истакнути други узајамни утицај су фудбал у стварном животу и метрика игре које квантификују и мере фудбалске активности.